# 涅米里夫卡 (拉季維利夫區)
50°6′5″N 25°16′57″E / 50.10139°N 25.28250°E
涅米里夫卡（烏克蘭語：Немирівка），是烏克蘭西北部的村莊，隸屬里夫內州的杜布諾區。該村始建於1584年，面積1.28平方公里，海拔高度225米，2001年人口650，人口密度每平方公里509人。